# Sentscha
Sentscha (ukrainisch und russisch Сенча) ist ein Dorf im Rajon Myrhorod in der zentralukrainischen Oblast Poltawa mit 3000 Einwohnern beidseitig des Flusses Sula.

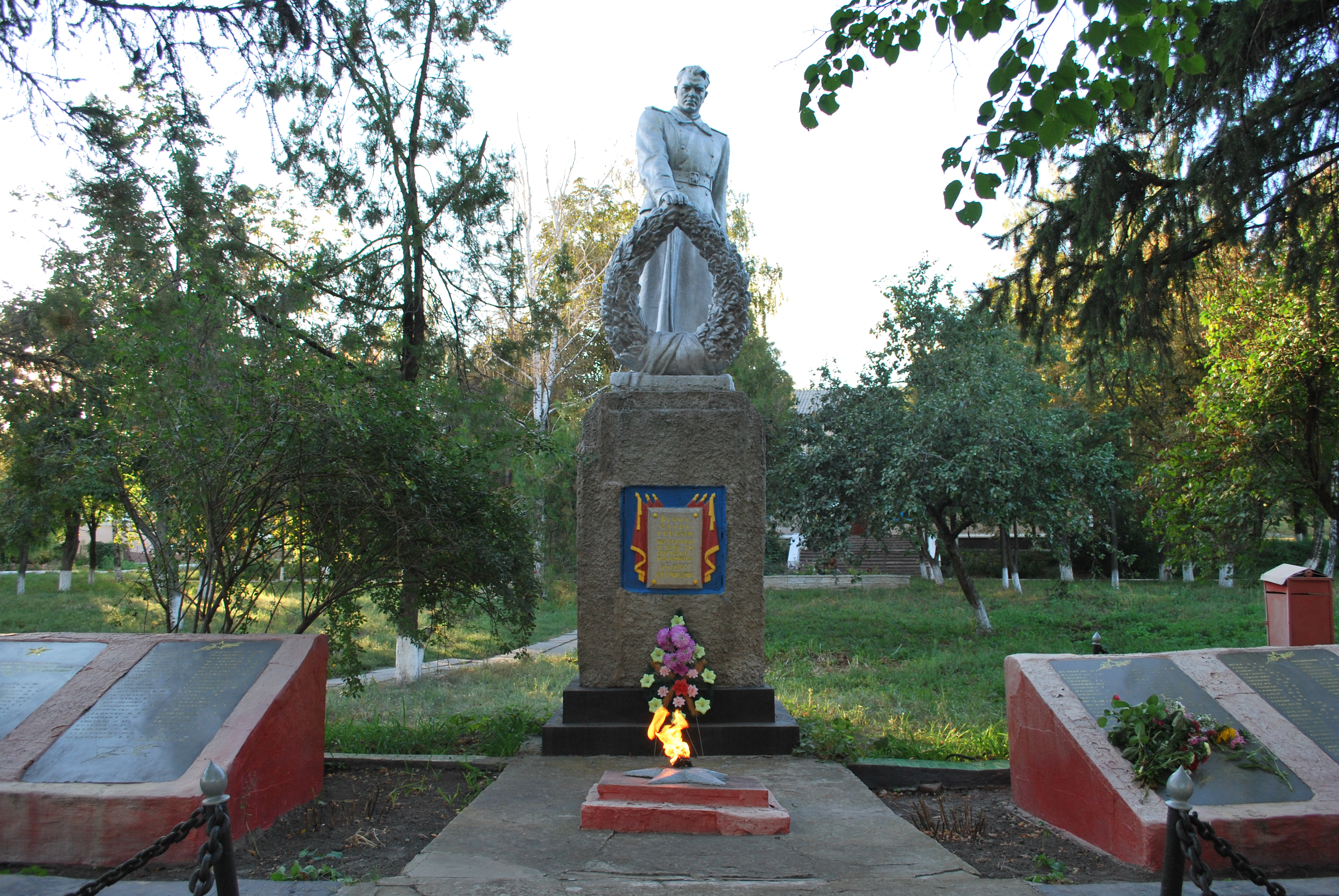
Denkmal im Ort

## Geschichte
Die Siedlung Sentscha wurde erstmals 989 n. Chr. urkundlich erwähnt. Nach der Tatarenherrschaft wuchs sie unter polnisch-litauischer Herrschaft an, so dass 1638 in ihr 1.403 Einwohner wohnten, womit sie damals nach Lochwyzja und Lubny die drittgrößte Siedlung auf dem Gebiet der heutigen Oblast Poltawa war. Zu dieser Zeit verfügte der Sentscha über 31 Mühlräder. Das Dorf Lutschka wurde 1623 erstmals urkundlich erwähnt, das Dorf Rudka 1722. 1767 wurde Sentscha ein Wappen verliehen. 1934 erhielt die Landgemeinde ihre momentane Form.

## Wirtschaft
Sentscha ist regional für seine traditionellen Keramikarbeiten bekannt. Im Ort befindet sich ein ölverarbeitender Betrieb.

## Verwaltungsgliederung
Am 12. Juni 2020 wurde das Dorf zum Zentrum der neugegründeten Landgemeinde Sentscha (Сенчанська сільська громада/Sentschanska silska hromada). Zu dieser zählen auch die 22 in der untenstehenden Tabelle aufgelisteten Dörfer, bis dahin bildete es zusammen mit den Dörfern Lutschka und Rudka die gleichnamige Landratsgemeinde Sentscha (Сенчанська сільська рада/Sentschanska silska rada) im Süden des Rajons Lochwyzja.
Am 17. Juli 2020 kam es im Zuge einer großen Rajonsreform zum Anschluss des Rajonsgebietes an den Rajon Myrhorod.
Folgende Orte sind neben dem Hauptort Sentscha Teil der Gemeinde:
| Name                     | Name          | Name                              |
| ukrainisch transkribiert | ukrainisch    | russisch                          |
| ------------------------ | ------------- | --------------------------------- |
| Beschty                  | Бешти         | Бешты                             |
| Chytzi                   | Хитці         | Хитцы (Chitzy)                    |
| Drjukiwschtschyna        | Дрюківщина    | Дерековщина (Derekowschtschyna)   |
| Hirky                    | Гірки         | Горки (Gorki)                     |
| Iskiwzi                  | Ісківці       | Исковцы (Iskowzy)                 |
| Jabluniwka               | Яблунівка     | Яблоновка (Jablonowka)            |
| Korsuniwka               | Корсунівка    | Корсуновка (Korsunowka)           |
| Lutschka                 | Лучка         | Лучка                             |
| Owdijiwka                | Овдіївка      | Овдиевка (Owdijewka)              |
| Plaskiwschtschyna        | Пласківщина   | Пласковщина (Plaskowschtschina)   |
| Potozkiwschtschyna       | Потоцьківщина | Потоцковщина (Potozkowschtschina) |
| Rudka                    | Рудка         | Рудка                             |
| Sarantschyne             | Саранчине     | Саранчино (Sarantschino)          |
| Scheky                   | Шеки          | Шеки (Scheki)                     |
| Schdany                  | Ждани         | Жданы                             |
| Schkadrety               | Шкадрети      | Шкадреты                          |
| Skorobahatky             | Скоробагатьки | Скоробагатьки (Skorobagatki)      |
| Sljosycha                | Сльозиха      | Слюзиха (Sljusicha)               |
| Tschasnykiwka            | Часниківка    | Часниковка (Tschasnikowka)        |
| Wowkiwske                | Вовківське    | Волковское (Wolkowskoje)          |
| Wyrischalne              | Вирішальне    | Виришальное (Wirischalnoje)       |
| Wyssoke                  | Високе        | Высокое (Wyssokoje)               |

## Söhne und Töchter des Orts
- Iwan Zjurupa (1905–1972), sowjetischer Brückenbau-Ingenieur